# Palazzo Zabarella
Palazzo Zabarella è uno storico palazzo padovano. Si trova nel centro storico della città, in via S. Francesco, 27.

## Storia
Realizzato su esistenti strutture di epoca romana, il complesso raggiunge la sua attuale fisionomia nel medioevo, quando, tra XII e inizio XIII secolo, venne edificata la torre con palazzo da famiglia ignota. Tra 1388 e 1405 il palazzo venne venduto dai Da Carrara agli Zabarella. Nell'Ottocento Giacomo Zabarella, ultimo discendente della famiglia, fa decorare gli interni da Giuseppe Borsato, Giovanni Carlo Bevilacqua e Francesco Hayez.

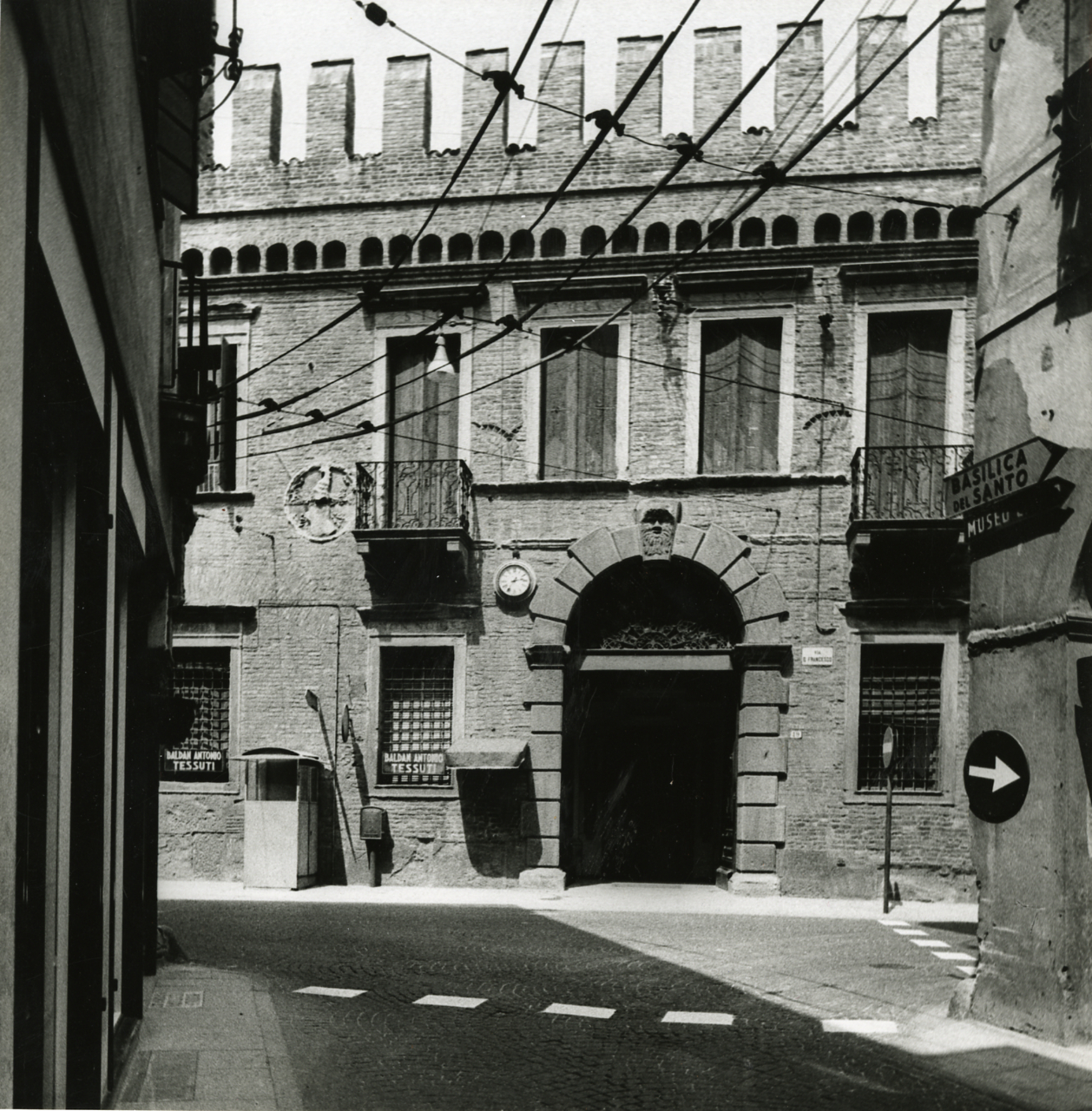
Particolare della facciata di palazzo Zabarella in una foto di Paolo Monti del 1967. Fondo Paolo Monti, BEIC

Morendo senza eredi nel 1846, quest'ultimo segnò l'estinzione del suo ramo dinastico, ma non del cognome. Per qualche decennio il palazzo rimase la residenza della moglie Anna e dei suoi discendenti, poi venne venduto ma rimase comunque dimora privata, fino a quando, nel 1920, il Credito Veneto lo acquistò per farne la propria prestigiosa sede centrale. Inizialmente non vennero operati sostanziali interventi, ma già dal 1925 si resero necessari lavori di ampliamento e venne realizzato un ampio emiciclo a due piani, rispecchiante l'atmosfera neoclassica.
Dopo il secondo conflitto mondiale, l'edificio divenne sede della Società del Casino Pedrocchi e luogo di ritrovo di colti cittadini padovani.
La società ne lasciò poi la sede nel 1988 ed il palazzo, dopo quasi dieci anni di attento restauro e scavi archeologici, riprese vita nel 1996 ricoprendo nuovamente le funzioni che lo contraddistinguevano in epoca medievale, ovvero luogo di rappresentanza il palazzo e sedi di attività commerciali le adiacenze.

## Fondazione Bano

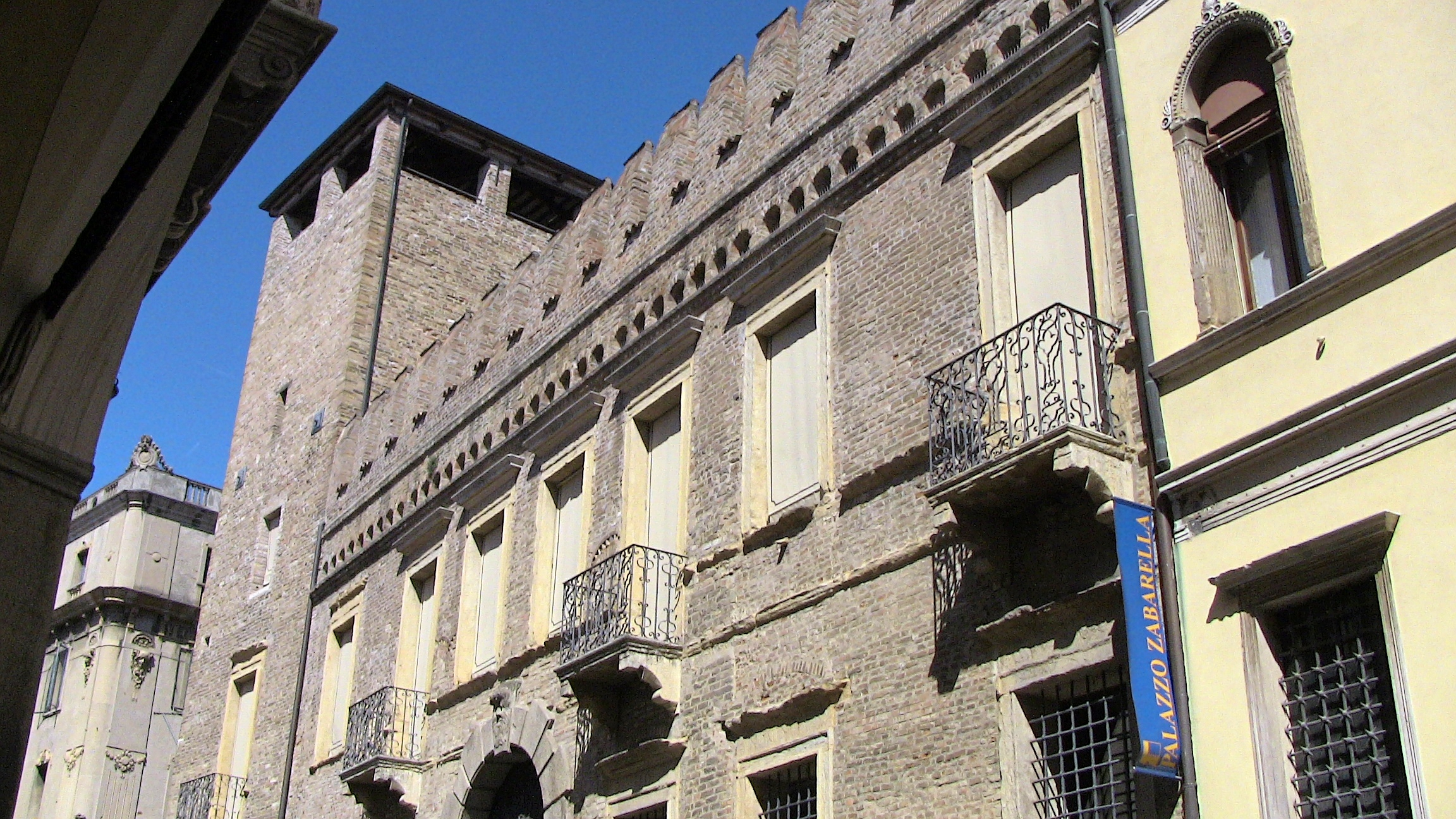
Palazzo Zabarella

Palazzo Zabarella è ora sede della Fondazione Bano, ente privato che si occupa di promuovere e valorizzare beni d'interesse storico e artistico e, più in generale, di promuovere nel territorio mostre d'arte di livello internazionale.